# Xã Lyda, Quận Macon, Missouri
Xã Lyda (tiếng Anh: Lyda Township) là một xã thuộc quận Macon, tiểu bang Missouri, Hoa Kỳ. Năm 2010, dân số của xã này là 616 người.